# Look What You've Done (canção de Zara Larsson)
"Look What You've Done" é uma canção da cantora sueca Zara Larsson, contida em seu terceiro álbum de estúdio, Poster Girl. Foi composta pela própria juntamente com Camille Purcell e Steve Mac, sendo produzida pelo último. A faixa foi lançada como o primeiro single promocional do disco em 22 de fevereiro de 2021, através da editora discográfica Record Company TEN e Epic Records.

## Antecedentes e lançamento
"Eu amo muito essa música. Eu queria escrever sobre decepção, mas de uma forma que também fosse fortalecedora e positiva. No meu mundo, ser vulnerável é ser forte, mas nesta eu estou dizendo 'apenas OLHE para o que você fez - Estou brilhando! Você parece um pedaço de merda!' Era importante para mim ter uma música como esta no 'Poster Girl'."

- Larsson sobre a canção.
Após o lançamento de "Talk About Love" com Young Thug, em janeiro, bem como seus singles de 2020 Wow e Love Me Land, Larsson anunciou através das suas mídias sociais em 21 de fevereiro de 2021 que "tinha uma surpresa caindo amanhã" e questionava se seus fãs tinham "alguma suposição" do que seria. "Look What You've Done" foi anunciada e lançada no dia seguinte. Um extended play (EP) com cinco músicas — Talk About Love, Love Me Land, Wow, Ruin My Life — apareceu com a faixa na plataforma de streaming do Spotify.
Produzida por Steve Mac, que já trabalhou com artistas como Demi Lovato, Ed Sheeran e James Blunt, a canção no estilo disco-pop serve como a tônica perfeita para aqueles que buscam um novo significado para suas vidas, à medida que emergem dos destroços de um relacionamento quebrado e sem amor. A música fala sobre a superação de um término, que fez alguém crescer e mudar para melhor a partir de uma situação ruim. Na letra, estão frases como: “Não estou chorando mais / Estou mais forte do que eu era antes / Você continua me ligando de novo / Mas eu sigo dançando em todo o caso”.

## Videoclipe
Larsson contou que gravou um videoclipe para a canção, mas acabou não gostando muito do resultado final, colocando em dúvida se haverá ou não um vídeo para o single.

## As performances ao vivo
Larsson apresentou a música no The Ellen DeGeneres Show e durante seu concerto online em 8 de março de 2021 para o Dia Internacional da Mulher.

## Faixas e formatos
Download digital/streaming
1. "Look What You've Done" – 3:01

Pacote de streaming
1. "Look What You've Done" – 3:01
2. "Talk About Love" – 3:19
3. "Love Me Land" – 2:40
4. "Wow" – 2:59
5. "Ruin My Life" – 3:10

## Créditos e pessoal
Créditos adaptados do TIDAL.
Gestão
Publicado pela TEN Music Group & Epic Records — distribuído pela Sony Music
Pessoal
- Zara Larsson — artista associada, letrista, compositora, vocal principal
- Steve Mac — produtor, compositor, letrista, teclados
- Camille Purcell — compositora, letrista
- Chris Laws — bateria, engenharia
- Dann Pursey — engenharia
- John Parricelli — guitarra
- Michelle Mancini — dominando a engenharia
- Al Shux — coprodutor
- Mark “Spike” Stent — engenharia de mixagem
- Oliver Frid — produtor de voz

## Desempenho nas tabelas musicais
| País — Tabela musical (2021)       | Melhor posição |
| ---------------------------------- | -------------- |
| Nova Zelândia (Hot Singles – RMNZ) | 25             |
| Suécia (Sverigetopplistan)         | 30             |

## Histórico de lançamento
| Região | Data                    | Formato                    | Versão   | Gravadora | Ref.   |
| ------ | ----------------------- | -------------------------- | -------- | --------- | ------ |
| Várias | 22 de fevereiro de 2021 | Download digital streaming | Original | Epic TEN  | [ 16 ] |
| Várias | 22 de fevereiro de 2021 | Pacote de streaming        | EP       | Epic TEN  | [ 8 ]  |